# Olympische Winterspiele 1928/Teilnehmer (Schweden)
| Gelbes Symbol für Goldmedaillen mit stilisierten Olympischen Ringen | Graues Symbol für Silbermedaillen mit stilisierten Olympischen Ringen | Braundes Symbol für Bronzemedaillen mit stilisierten Olympischen Ringen |
| ------------------------------------------------------------------- | --------------------------------------------------------------------- | ----------------------------------------------------------------------- |
| 2                                                                   | 2                                                                     | 1                                                                       |

Schweden nahm an den II. Olympischen Winterspielen 1928 in St. Moritz mit einer Delegation von 24 Athleten teil.
| Eishockey      | Nils Johansson (Kapitän) Kurt Sucksdorff Carl Abrahamsson Henry Johanson Wilhelm Petersén Gustaf Johansson Birger Holmqvist Sigfrid Öberg Ernst Karlberg Bertil Linde Emil Bergman Erik W. Larsson | –                     | Silber |                             |
| Eiskunstlauf   | Gillis Grafström | Herren                | Gold   |                             |
| Eisschnelllauf | Gustaf Andersson | 500 m                 | 23     |                             |
| Eisschnelllauf | Gustaf Andersson | 1500 m                | 9      |                             |
| Eisschnelllauf | Gustaf Andersson | 5000 m                | 9      |                             |
| Ski Nordisch   | Volger Andersson | 18-km-Langlauf        | dnf    |                             |
| Ski Nordisch   | Volger Andersson | 50-km-Langlauf        | Bronze |                             |
| Ski Nordisch   | Bertil Carlsson | Spezialsprunglauf     | 10     |                             |
| Ski Nordisch   | Sven Eriksson | Nordische Kombination | 6      |                             |
| Ski Nordisch   | Sven Eriksson | Spezialsprunglauf     | 31     | stürzte beim zweiten Sprung |
| Ski Nordisch   | Per-Erik Hedlund | 18-km-Langlauf        | 6      |                             |
| Ski Nordisch   | Per-Erik Hedlund | 50-km-Langlauf        | Gold   |                             |
| Ski Nordisch   | Gustaf Jonsson | 50-km-Langlauf        | Silber |                             |
| Ski Nordisch   | Lars Theodor Jonsson | 18-km-Langlauf        | 7      |                             |
| Ski Nordisch   | Sven-Olof Lundgren | Spezialsprunglauf     | 5      |                             |
| Ski Nordisch   | Axel-Herman Nilsson | Spezialsprunglauf     | 4      |                             |
| Ski Nordisch   | Anders Ström | 50-km-Langlauf        | 7      |                             |
| Ski Nordisch   | Sven Utterström | 18-km-Langlauf        | 9      |                             |